# Anthicus ephippium
Anthicus ephippium är en skalbaggsart som beskrevs av Laferté-sénectère 1849. Anthicus ephippium ingår i släktet Anthicus och familjen kvickbaggar. Inga underarter finns listade i Catalogue of Life.